# Olivier Delaître
Olivier Delaître (Metz, 1 de junho de 1967) é um ex-tenista profissional francês.